# パプテマス・シロッコ
パプテマス・シロッコ (Paptimus Scirocco) は、アニメ『機動戦士Ζガンダム』に登場する架空の人物。年齢は26歳。担当声優は島田敏。
劇中では主に「シロッコ」と姓で呼ばれるが、部下のサラ・ザビアロフのみ「パプティマス様」と呼ぶ。そのため、「パプティマス・シロッコ」と表記されることもある。

## 概要
地球連邦政府の木星資源採掘船ジュピトリスの責任者。階級はテレビ版では大尉、劇場版では大佐。木星船団を統率する指揮官であり、「木星帰りの男」とも称される。
地球圏へ帰還した後はジャミトフ・ハイマンに接触し、地球連邦軍の特殊部隊「ティターンズ」に入隊する。類稀な指揮能力によって頭角を現し、半年も経たないうちにジャマイカン・ダニンガン以上の功績を挙げ、バスク・オムに次ぐティターンズのナンバー3的な存在として名を馳せる。
高いニュータイプ (NT) の資質を有し、事態を予見する洞察力や、優秀なモビルスーツ (MS) を独自に開発するほどの知識と技術を備えた天才肌の軍人。パイロットとしての能力も非常に高く、最終的にΖガンダムのバイオセンサーの力を解放したカミーユ・ビダンに機体の操縦を奪われるまで、作中一度も直撃弾を受けていない。戦闘で発揮されるNT能力についても、みずからが開発した専用MSジ・Oを駆り、ハマーン・カーンの操るキュベレイのファンネルの挙動を予測して完全に封じており、またカミーユの精神を崩壊に追い込むほどである。自らの能力に対する絶対の自信から、劇中ではノーマルスーツを一切着用せず、敵対に値しない相手を罵倒と哄笑とともに殲滅する。
弱者や、周囲に不満を燻ぶらせる者を惹きつけるカリスマ性も備えているが、自分の策術が通用しない相手には傲岸な態度を取る性格であり、クワトロ・バジーナ（シャア・アズナブル）を「NTのなり損ない」と断じるシーンも見られる。
「戦後の地球を支配するのは女だと思っている」という主張から、実際にサラ・ザビアロフやレコア・ロンドといった女性を配下に置き、自らの感性をも研ぎ澄ませていたという。戦乱に身を投じた真の理由は、木星という僻地で持て余していた己の才能を、戦場という舞台を借りて存分に発揮することであったとする見方もある。劇中にて自らを「歴史の立会人」と称して傍観者的立場をとっているほか、「この戦いが終わった後は恒星間旅行にでも行く」と語り、権力や支配そのものには興味がないように描かれており、戦乱終結後の統治にどの程度の関心を寄せていたかは定かではない。だが、強者の後ろ盾なしに生きられない女性を背後から支え、汚れ仕事に利用し労せずして甘い汁を吸う、無責任体質の体現者ともとれる描き方をされている。

## 劇中での活躍
宇宙世紀0087年4月末に地球圏へ帰還し、自ら試作した可変モビルアーマー(MA)・メッサーラの性能テストを兼ね、ブライト・ノアが艦長を務める難民を乗せた旅客用シャトル「テンプテーション」を襲う。地球軌道上ではジャブロー降下作戦中のエゥーゴ艦隊と交戦し、その能力の高さを見せつける。ティターンズ首領ジャミトフ・ハイマンに対し、血判状といった前時代的な誓いで表向きの恭順を示してグリプス戦役に参戦するが、組織内においては瞬く間に頭角を現すと同時に、ジャミトフの手に余る存在となっていく。ティターンズ旗艦ドゴス・ギアを任され、アポロ作戦においては月面都市フォン・ブラウン市を囮部隊を使いつつ単艦で制圧するが、これは上官のジャマイカン・ダニンガンの命令を無視した独断行動であるため、後に彼から制裁を受けている。優れた戦績を上げる一方、同時期に地球圏へ帰還した旧ジオン公国軍残党アクシズのミネバ・ラオ・ザビに対しても忠誠を装うなど、その巨大な力をも手中に納めんと様々な策略を巡らせていく。
戦争終盤、アクシズ旗艦グワダン内において指導者ハマーン・カーンとジャミトフそしてシロッコが同席する三者会談が行われるが、会談中にクワトロが乱入し、MSで同行していたサラの暴走でグワダンが破損する。その混乱に乗じてジャミトフを暗殺し、それをハマーンの陰謀によるものと偽って全軍へ発表し弔い合戦を呼びかける。自ら開発したジ・Oに搭乗してハマーンのキュベレイと対峙し、NT同士の熾烈な戦闘を展開する一方、レコアに命じてナンバー2のバスク・オムをも葬り去り、ティターンズの実権を完全に掌握するに至る。しかし、この最中にコロニーレーザーに改造したグリプス2をエゥーゴに奪取される。
その後、グリプス2を巡って三つ巴の戦闘に突入。自らジ・Oに搭乗し、その中枢機能を破壊するべくグリプス2内部に侵入し、阻止しようとするクワトロの百式を追い詰めるものの、結果としてコロニーレーザーは発射される。事前にシロッコは艦隊にコロニーレーザーの射線上には近づかぬよう連絡していたが、指揮系統の乱れが続く中、自らが前線に出ていたこともあって徹底されず、レーザー照射によってティターンズは戦力の大半を失い、撤退を余儀なくされる。ジュピトリスを目前にΖガンダムと遭遇、これを圧倒するが、カミーユの怒りと死者の意思を吸収したΖガンダムの超常的威力の前にジ・Oの制御を失い、ウェイブライダー形態に変形したΖガンダムの突撃を受け、ジ・Oの装甲ごと肉体を貫かれる。しかし、絶命の寸前に放った断末魔の思念がカミーユの精神を崩壊させる。
小説版では結末が若干異なっており、Ζガンダムの放つオーラによって機体制御を失った後、コロニーレーザーによって焼き尽くされる。

## 開発、および搭乗機体
- PMX-000 メッサーラ
- PMX-003 ジ・O
- RX-160 バイアラン（近藤和久の漫画版のみ）

以下は設計・開発のみおこなった機体。
- PMX-001 パラス・アテネ
- PMX-002 ボリノーク・サマーン
- PMX-004 タイタニア（ゲーム『SDガンダム GGENERATION』シリーズのオリジナルMS）
- RX-110 ガブスレイ
- RX-139 ハンブラビ（『GQuuuuuuX』の世界では関与していない）
- PMX-0○○ オーヴェロン（設計のみ）
- PMX-000G メッサーラ・グラシュティン

## 指揮を執った艦船
- ジュピトリス
- ドゴス・ギア

## その他
- 『新MS戦記 機動戦士ガンダム短編集』（電撃コミックス版）ほか収録の近藤和久の短編漫画「JUPITER [ZEUS] IN OPERATION TITAN U.C.0083」では、宇宙世紀0083年頃に木星圏の衛星ガニメデにあるジオン資源基地への掃討作戦に参加している姿が描かれている。ガンダムタイプのMSに搭乗し（自分には合わないと述べている）シャアや若きハマーンと交戦、撃退している。
- 小説版では天涯孤独の設定であり、自分と似た境遇のサラのことを（作品終盤に男女の関係を意識するまで）妹代わりに可愛がっている。
- 永野護はヤザン同様にシロッコの新制服もデザインしたがこちらは採用されず、安彦良和がシロッコの新制服をデザインする際の参考とするのに留まった。軍服というよりは学究の徒に相応しいそのデザインは、後に永野の漫画『ファイブスター物語』でバランシェ博士の私服に流用されている。
- 長髪にヘアバンドを着用している。小説版では「適度に頭を締め付ける感じが心地良い」とされる。
- 木星圏に長期滞在していたが、宇宙から木星を見ていると「押し上げてくるような感じ」がして嫌いなのだという[要出典]。

## 評価
『愛と戦いのロボット 完全保存版』で発表されたアンケート「みんなで選ぶロボットアニメーションベスト100」では、「一番極悪な悪役・敵役は？」で第28位、「一番美しい悪役・敵役は？」で第37位にランクインした。